# 李旗庄镇
李旗庄镇，是中华人民共和国河北省廊坊市三河市下辖的一个乡镇级行政单位。

## 行政区划
李旗庄镇下辖以下地区：
李旗庄村、李民庄村、李枣林村、徐枣林村、查马坊村、杜官屯村、么曹庄村、崔家窑村、李木耳村、东兴庄村、幸福庄村、赵各庄村、大定福村、三间房村、西辛店村、东辛店村、郭庄子村、白浮图村、刘校尉村、黄亲庄村、大景庄村、小景庄村、闫庄子村、西杨庄村、翟各庄村、田村、小庄子村、丁桥庄村、丁家庄村、郝家府村、三刘庄村和何屯村。

## 交通
京哈铁路：三平站